# Martin Carriage Works
Martin Carriage Works war ein US-amerikanischer Hersteller von Kraftfahrzeugen.

## Unternehmensgeschichte
Das Unternehmen wurde 1888 in York in Pennsylvania gegründet. Eine andere Quelle gibt 1890 an. Ursprünglich stellte es Kutschen her. Außerdem produzierte es von 1909 bis 1915 Nutzfahrzeuge. 1910 entstanden auch einige Personenkraftwagen. Der Markenname lautete Martin.
1918 führte eine Reorganisation zur Martin Truck & Body Corporation.
Es gab keine Verbindungen zur Martin Motor Wagon Company und zu Martin, die ebenfalls Pkw als Martin anboten.

## Pkw
Das einzige Modell war ein Highwheeler. Es hatte einen Zweizylindermotor mit 16 PS Leistung. Er trieb über ein Planetengetriebe und eine Kette die Hinterachse an. Der Aufbau war ein offener Tourenwagen.